# Creedence Clearwater Revisited
 (janvier 2022).
La mise en forme du texte ne suit pas les recommandations de Wikipédia : il faut le « wikifier ».
Les points d'amélioration suivants sont les cas les plus fréquents. Le détail des points à revoir est peut-être précisé sur la page de discussion.
- Les titres sont pré-formatés par le logiciel. Ils ne sont ni en capitales, ni en gras.
- Le texte ne doit pas être écrit en capitales (les noms de famille non plus), ni en gras, ni en italique, ni en « petit »…
- Le gras n'est utilisé que pour surligner le titre de l'article dans l'introduction, une seule fois.
- L'italique est rarement utilisé : mots en langue étrangère, titres d'œuvres, noms de bateaux, etc.
- Les citations ne sont pas en italique mais en corps de texte normal. Elles sont entourées par des guillemets français : « et ».
- Les listes à puces sont à éviter, des paragraphes rédigés étant largement préférés. Les tableaux sont à réserver à la présentation de données structurées (résultats, etc.).
- Les appels de note de bas de page (petits chiffres en exposant, introduits par l'outil «  Source ») sont à placer entre la fin de phrase et le point final[comme ça].
- Les liens internes (vers d'autres articles de Wikipédia) sont à choisir avec parcimonie. Créez des liens vers des articles approfondissant le sujet. Les termes génériques sans rapport avec le sujet sont à éviter, ainsi que les répétitions de liens vers un même terme.
- Les liens externes sont à placer uniquement dans une section « Liens externes », à la fin de l'article. Ces liens sont à choisir avec parcimonie suivant les règles définies. Si un lien sert de source à l'article, son insertion dans le texte est à faire par les notes de bas de page.
- La présentation des références doit suivre les conventions bibliographiques. Il est recommandé d'utiliser les modèles {{Ouvrage}}, {{Chapitre}}, {{Article}}, {{Lien web}} et/ou {{Bibliographie}}. Le mode d'édition visuel peut mettre en forme automatiquement les références.
- Insérer une infobox (cadre d'informations à droite) n'est pas obligatoire pour parachever la mise en page.

Pour une aide détaillée, merci de consulter Aide:Wikification.
Si vous pensez que ces points ont été résolus, vous pouvez retirer ce bandeau et améliorer la mise en forme d'un autre article.

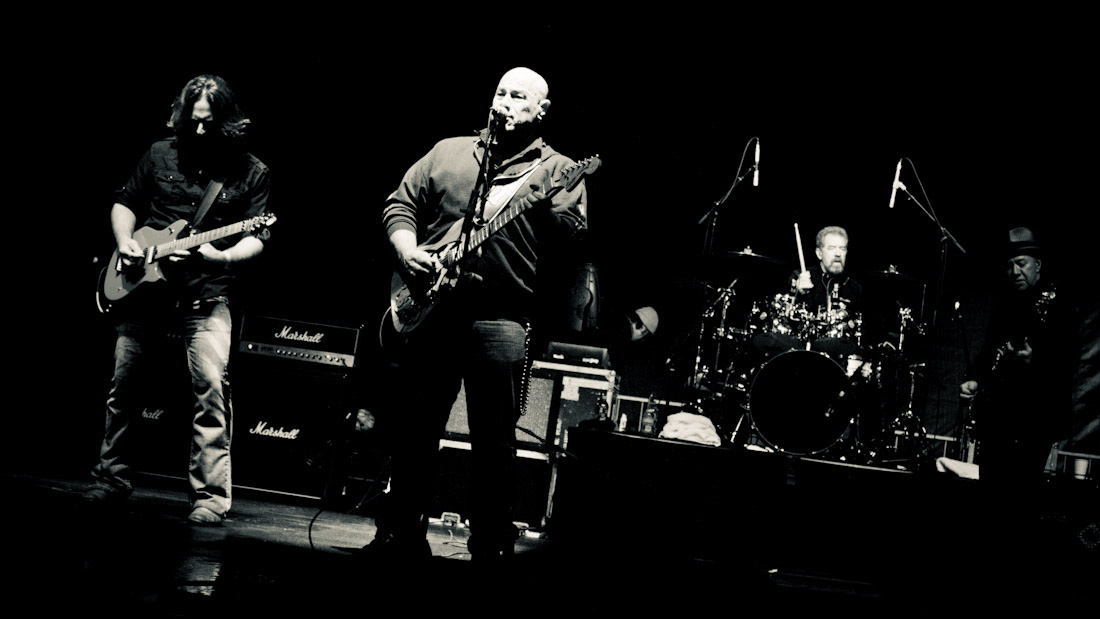
Concert de Creedence Clearwater Revisited en 2011. Doug Clifford et Stu Cook sont à droite.

Creedence Clearwater Revisited est un groupe américain formé en 1995 par Stu Cook et Doug Clifford, respectivement ancien bassiste et ancien batteur du Creedence Clearwater Revival d'origine.
Le groupe a réalisé des tournées en Amérique du Nord, en Amérique du Sud, en Nouvelle-Zélande, en Europe et en Asie. Il a également sorti l'album Recollection en 1998, qui serait suivi de cinq autres ainsi qu'un DVD. Cet article a été partiellement traduit du Wikipedia anglophone consacré au groupe Creedence Clearwater Revisited. Les références ont été retranscrites d'après l'article anglophone d'origine et peuvent être consultées en bas de page. 

## Aperçu
Une grande partie de la musique de Creedence Clearwater Revival avait été écrite et arrangée par John Fogerty, qui n'a pas participé à Creedence Clearwater Revisited. Fogerty avait exercé un contrôle artistique sur le groupe précédent, et il a intenté une action en justice pour empêcher le nouveau groupe "Revisited" d'utiliser son nom d'origine, affirmant que le nom confondrait le public en lui faisant croire qu'il s'agissait d'une continuation de l'ancien groupe CCR. Cependant, son procès a finalement échoué. [1] Le quatrième membre de Creedence Clearwater Revival, Tom Fogerty et qui était le frère de John Fogerty, est décédé en 1990 avant la formation du nouveau groupe.

## Histoire
CCRevisited a été formé en 1995. Stu Cook a acheté une maison à Lake Tahoe près de celle de Doug Clifford et les deux ont commencé à jouer ensemble régulièrement et ont décidé de former un groupe, bien que Clifford se considérait à l'époque à la retraite. Cook a déclaré: "Nous n'avons jamais vraiment eu l'intention de jouer pour le public, mais un ami voulait promouvoir quelques concerts. Nous en avons parlé, mais nous ne savions pas comment cela se passerait." [4] Le duo a contacté John Fogerty "par courtoisie" pour l'inviter à se réunir avec eux mais ce dernier, qui à l'époque refusait de jouer de la musique du défunt groupe, a décliné l'offre. [3]
En 1996, le groupe a élargi la portée de leurs retrouvailles, donnant 195 spectacles au cours de l'année avant de ralentir à 100 [5] et de s'installer sur 75 représentations annuelles pendant environ 15 ans [5] à la demande de Clifford.[3] Alors que le groupe célébrait son 20e anniversaire, ses dates de tournée annuelles ont été réduites à environ 50. [5] Le groupe a fait des tournées en Amérique du Nord, en Amérique du Sud, en Australie, en Nouvelle-Zélande, en Europe et en Asie. [4]
En 1997, une injonction légale de John Fogerty a forcé le groupe à changer son nom en "Cosmo's Factory", un nom qu'il avait auparavant envisagé, (qui est le titre de l'album de 1970 de CCR), mais les tribunaux ont ensuite statué et favorisé Cook et Clifford. 
En 1998, le groupe sort Recollection, un album composé de versions live des chansons de Creedence Clearwater Revival et a été certifié Platine par la RIAA en 2007. [6]
En septembre 2017, Clifford a exclu toute chance que Cook et lui-même se réunissent avec Fogerty, déclarant "Cela aurait été formidable il y a 20, 25 ans. Il est bien trop tard maintenant." [7]
En avril 2019, Clifford et Cook ont déclaré qu'ils dissoudraient Creedence Clearwater Revisited et se retireraient des concerts après une tournée d'adieu plus tard cette année-là.
La décision semble avoir été annulée, car le groupe a ensuite continué à tourner l'année suivante, avec des performances internationales en 2020 en Nouvelle-Zélande et au Mexique. Ils ont ensuite annoncé que d'autres tournées étaient "suspendues en raison de la pandémie de COVID-19". [9] En février 2022, le groupe ne s'était pas produit depuis le 29 février 2020, lorsqu'il était à Aguascalientes, au Mexique (à Isla San Marcos, La Soberana Ama 2020). [9]

## Discographie
Albums
- 1998 : Recollection – Album double live
- 2010 : Extended Versions – Album live

Compilations
- 2006 : The Best of Creedence Clearwater Revisited (20th Century Masters – The Millennium Collection)
- 2016 : Playlist: The Very Best of Creedence Clearwater Revisited

DVD
- 2013 : Keep On Travelling

Participations
- 2009 : JDRF Hope for the Holidays – Artistes variés - Le groupe joue sur "Run, Rudolph, Run"
- 2010 : JDRF More Hope for the Holidays – Idem

## Membres
- Doug Clifford - batterie, percussion, chœurs (membre original de Creedence Clearwater Revival)
- Stu Cook -  basse, chœurs (membre original de Creedence Clearwater Revival)
- Steve Gunner - guitare, claviers
- Kurt Griffey - guitare, chœurs
- Dan McGuinness - chant, guitare, harmonica

## Anciens membres
- Elliot Easton - guitare solo
- Tal Morris - guitare, chant
- John Tristao - chant, guitare, harmonica